# Allucinazione (singolo)
Allucinazione è un singolo della cantautrice italiana Joan Thiele, pubblicato il 27 giugno 2025 come primo estratto dalla riedizione digitale del secondo album in studio Joanita.

## Descrizione
Il brano, un inno alla libertà emotiva e spirituale, è scritto dalla stessa cantautrice con Stefano Tognini, in arte Zef, che hanno anche curato la produzione con Adel Al Kassem ed Emanuele Triglia. In esso l'artista identifica la propria voce con sonorità dal sapore cinematografico e mediterraneo, chitarre distorte e beat che evocano scenari notturni, sabbiosi e rituali.

## Video musicale
Il video musicale, diretto da Roberto Ortu e girato a Villamassargia, è stato pubblicato il 30 giugno 2025 attraverso il canale YouTube della cantautrice.

## Tracce
Testi di Alessandra Joan Thiele e Stefano Tognini, musiche di Emanuele Triglia e Stefano Tognini.
1. Allucinazione – 2:52